# Долина Лиддара
Долина Лиддара (лиддар — местное сокращение имени Ламбодари) — гималайская субдолина, которая образует юго-восточный угол округа Анантнаг в индийском Кашмире. По долине протекает река Лиддар. Вход в долину находится в 7 км к северо-востоку от города Анантнаг и в 62 км к юго-востоку от Шринагара, летней столицы Джамму и Кашмира. Это ущелье длиной 40 км со средней шириной 3 км.

## География
Долина Лиддара расположена в пределах юрисдикции техсила Пахалгам округа Анантнаг. Она граничит с Кашмирской долиной на западе и долиной Синд на севере, её длина 40 км, максимальная ширина — 5 км. Бассейн реки Лиддар с юга и юго-востока окружён хребтом Пир-Панджал, с севера — долиной реки Синд, а с северо-востока — хребтом Заскар. Площадь водосборного бассейна реки составляет 1134 км². Он образован течением реки Лиддар, которая протекает в Y-образной долине; выше Пахагама река разделяется на Восточный Лиддар и Западный Лиддар. Восточный Лиддар тянется на восток от Пахалгама мимо Чанданвари и течёт с востока на запад, начинаясь в районе озера Шешнаг и ледника Шишрам. Западный Лиддар берёт начало в леднике Колхой и протекает через зелёные хвойные леса и многочисленные луга. Долина Лиддар обеспечивает снабжение пресной водой и орошение сельского хозяйства других районов. Река Лиддар протекает через всю долину, проходя мимо нескольких природных достопримечательностей и туристических мест, включая Ару, Пахалгам, долину Бетаб и Акад. Основные города долины Лиддер — Мандлан, Ларипора, Фраслун, Ашмукам и Сир-Хамдан.

## Геология

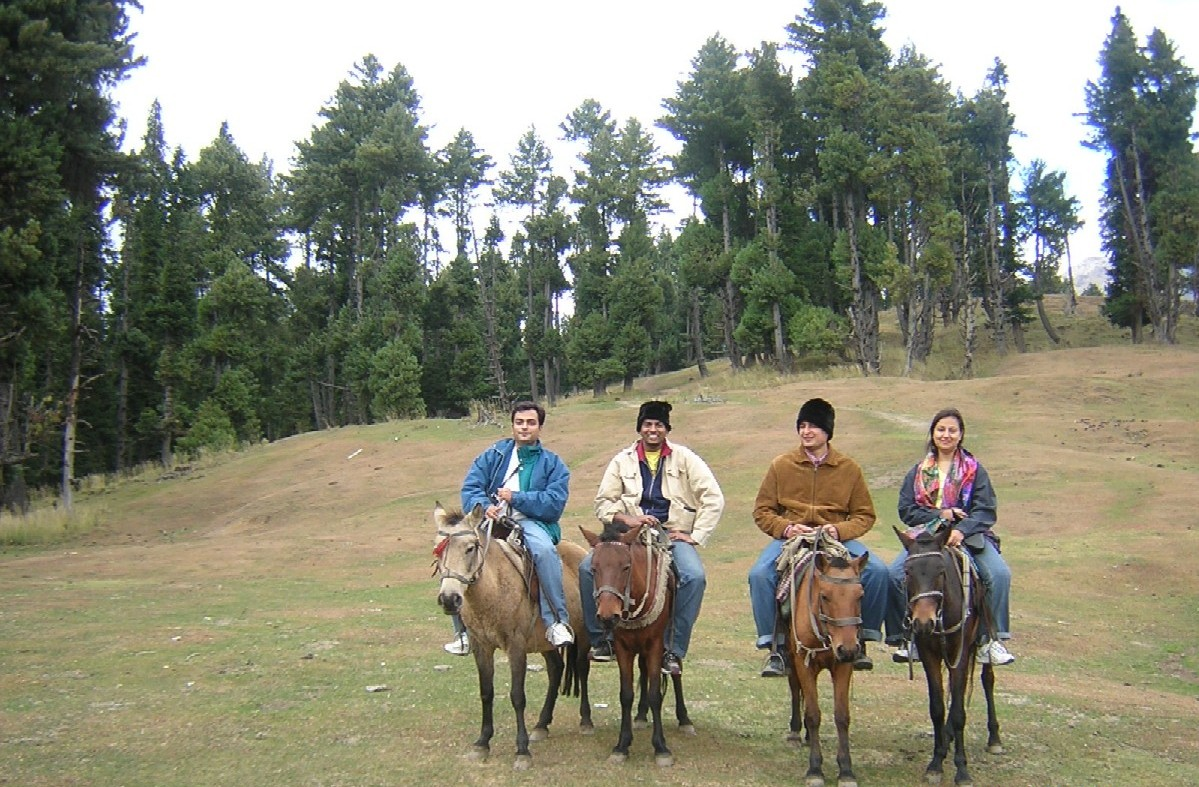
Верховая езда в Пахалгаме

Долина Лиддара формировалась на протяжении миллионов лет в месте, где река Лиддар врезалась в Гималайские горы. Сегодня река продолжает осаждать слои песка в нижних районах Анантнага.

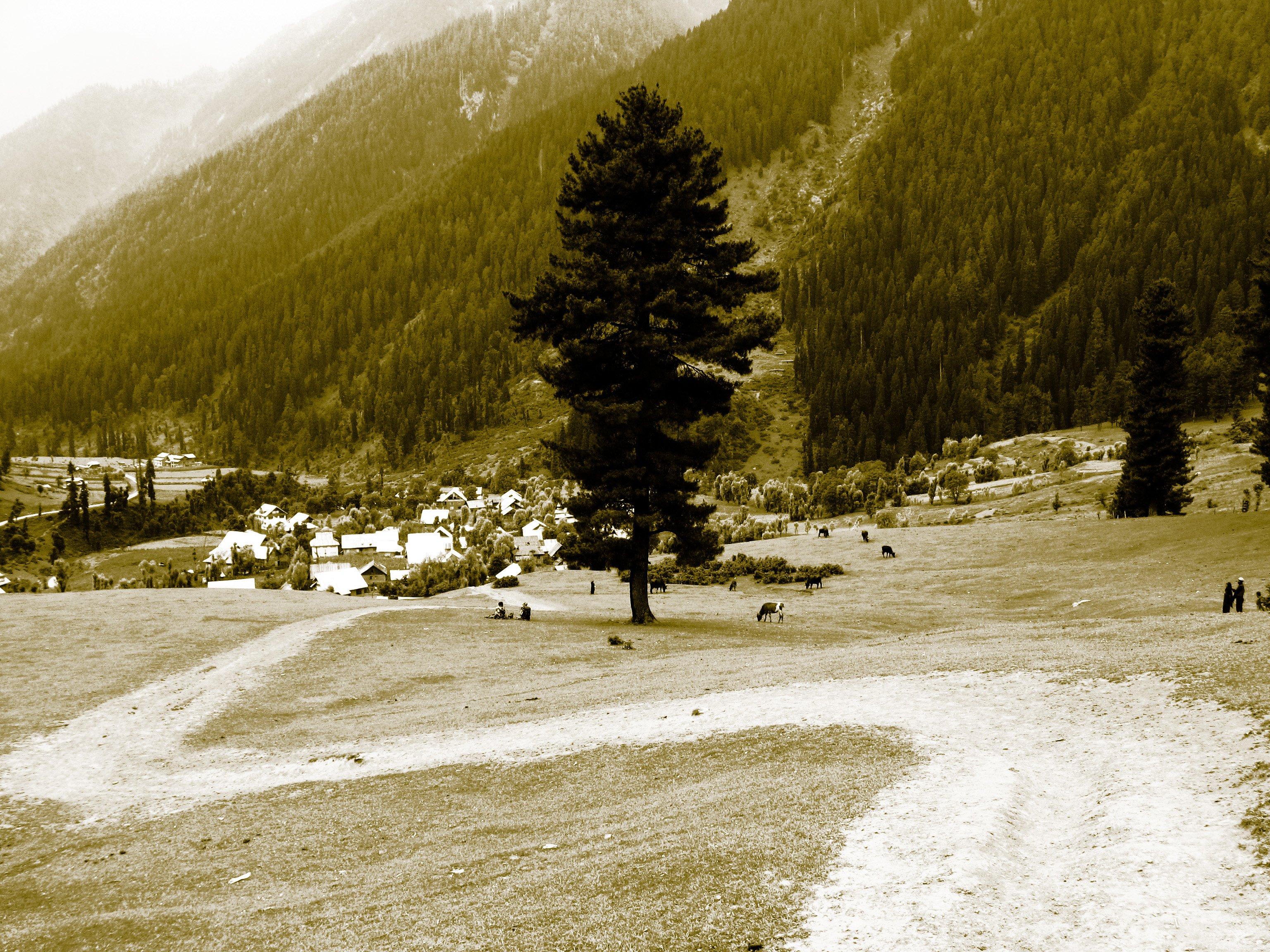
Долина Лиддара в Ару, Джамму и Кашмире

## Экология
В долине Лиддара много ручьёв, питаемых ледником, а притоки реки Лиддар — среда обитания различных видов форели. Долина является естественной средой обитания гималайского чёрного медведя. Также в районах Ару и Лиддерват, которые находятся недалеко от национального парка Дачигам, были замечены гималайский бурый медведь, кабарга, снежный барс и хангул.